# Économie du personnel
L'économie du personnel est une branche de l'économie correspondant à la catégorie M5 de la classification JEL du Journal of Economic Literature (JEL).
Les principaux économistes contribuant à l'économie du personnel sont Sherwin Rosen, Edward Lazear et Bengt Holmström. Leurs contributions se concentrent principalement sur les pratiques managériales (travail en équipe, le juste-à-temps...), les ressources humaines (recrutements, rotation du personnel...) et les incitations (les modes de rémunération...). Les auteurs étudient généralement leurs effets sur différentes dimensions de la performance des organisations telles que la productivité ou l'innovation.
L'économie du personnel fait notamment appel à la théorie des tournois (Lazear et Rosen, 1981) pour expliquer les structures de rémunération le long de la hiérarchie organisationnelle ou de la hiérarchie des performances.